# Agathidium
Agathidium là một chi bọ cánh cứng thuộc họ Leiodidae.
A. bushi, Agathidium cheneyi, và A. rumsfeldi là các loài thuộc chi này được đặt tên theo George W. Bush, Dick Cheney, và Donald Rumsfeld tương ứng, bởi hai nhà nghiên cứu côn trùng Cornell, Dr Kelly B. Miller (nay tại đại học trẻ Brigham) và Dr Quentin D. Wheeler (nay tại ASU).

## Hình ảnh

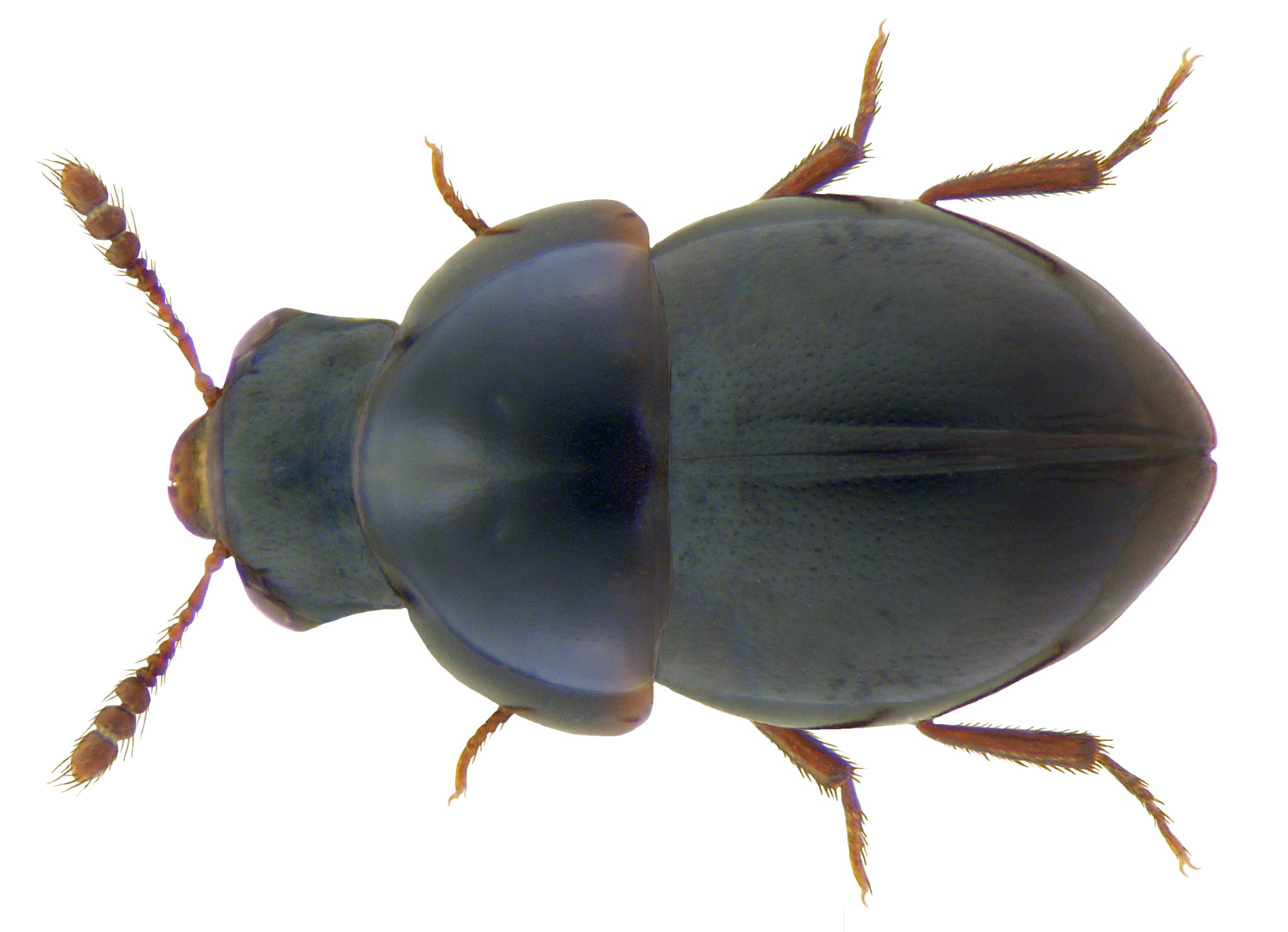
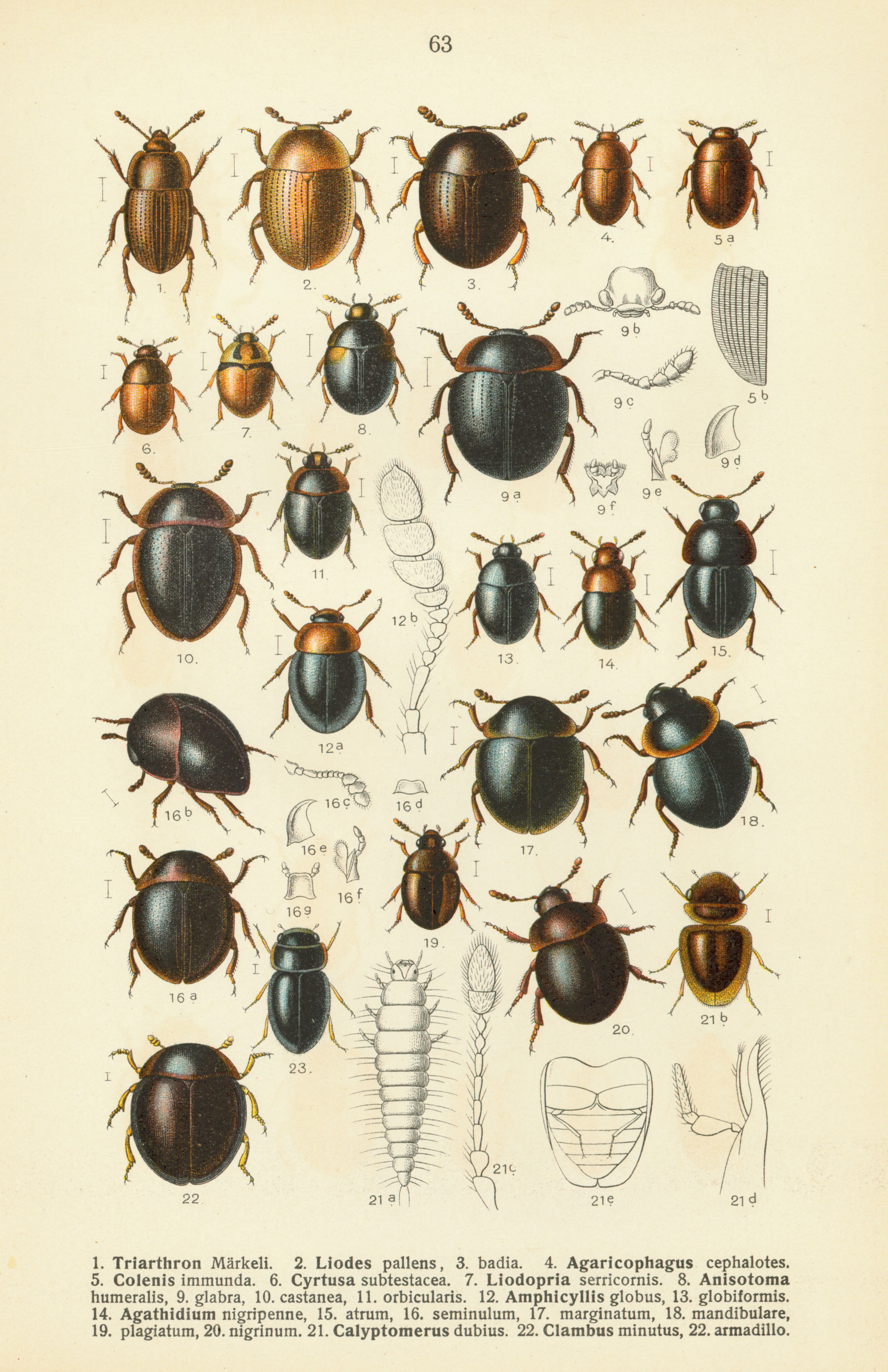

## Các loài tiêu biểu
Agathidium arcticum Thomson, 1862
Agathidium atrum (Paykull, 1798)
Agathidium badium Erichson, 1845
Agathidium bushi Miller et Wheeler, 2005
Agathidium cheneyi Miller et Wheeler, 2005
Agathidium confusum Brisout de Barneville, 1863
Agathidium convexum Sharp, 1866
Agathidium discoideum Erichson, 1845
Agathidium haemorrhoum Erichson, 1845
Agathidium laevigatum Erichson, 1845
Agathidium mandibulare Sturm, 1807
Agathidium marginatum Sturm, 1807
Agathidium nigrinum Sturm, 1807
Agathidium nigripenne (Fabricius, 1792)
Agathidium pallidum (Gyllenhal, 1827)
Agathidium pisanum Brisout de Barneville, 1872
Agathidium plagiatum (Gyllenhal, 1810)
Agathidium pulchellum Wankowicz, 1869
Agathidium rotundatum (Gyllenhal, 1827)
Agathidium rumsfeldi Miller et Wheeler, 2005
Agathidium seminulum (Linnaeus, 1758)
Agathidium vaderi Miller et Wheeler, 2005
Agathidium varians Beck, 1817